# Aykut Saltık
Aykut Saltık (* 25. September 1997 in Tavşanlı) ist ein türkischer Fußballspieler.

## Karriere
Saltık spielte in seiner Jugend bei Tavşanlı Üç Eylülspor, 2011 wurde er von TKİ Tavşanlı Linyitspor verpflichtet. In der Saison 2013/14 der A-Junioren bestritt er sechs Spiele für die A-Jugend, zu der Drittliga-Saison 2014/15 wurde er in den Profikader aufgenommen, wo er sein Debüt am 28. Januar 2015 gegen Tarsus İdman Yurdu gab, als er in der 89. Minute für Kemal Okyay eingewechselt wurde. Das Spiel verlor Tavşanlı mit 1:0. Sein erstes Tor seiner Profikarriere erzielte er am 1. April 2015 bei einer 2:4-Niederlage gegen Anadolu Selçukspor.
2016 wechselte er zum Rivalen Kütahyaspor.